# Kurpark Baden bei Wien

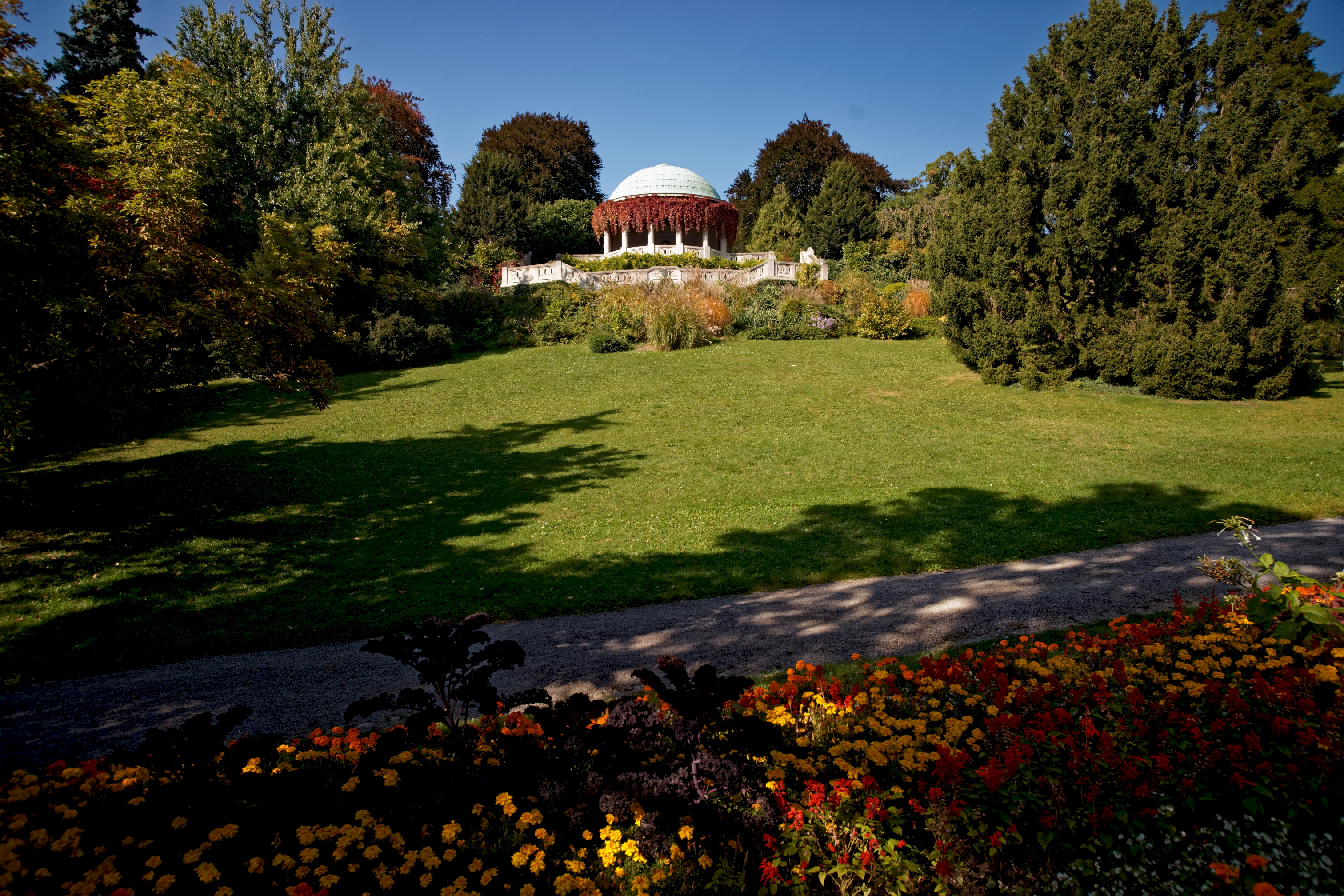
Kurpark Baden, Blick zum Beethoventempel

Der Kurpark Baden bei Wien befindet sich am südwestlichen Abhang des Badener Berges in der Stadtgemeinde Baden im Bezirk Baden in Niederösterreich. Die Bauten und Gartenbaudenkmäler stehen unter Denkmalschutz (Listeneintrag).

## Geschichte
Im 2. Jahrhundert erfolgte ein Ausbau eines Badebezirkes unter Verwendung der Ursprungsquelle im Gebiet der heutigen Sommerarena und des Casinos.
Ab 1691 entstanden durch eine Stiftung des Stadtrichters Michael Schlachtner († 1704) Kreuzweg-Stationen, welche nach 1715 von seiner Tochter vollendet wurden.
1758 wurde vor dem neuerbauten Theresienbad, 1885 im Zuge des Neubaus des Kurhauses abgebrochen, eine kleine Gartenanlage angelegt. Diese wurde 1792 vom Herrschaftsgärtner Jean Barbé zum Stadtpark erweitert und bestand zwischen dem Kurhaus im Westen, der Gärtnerei im Osten, dem Kaiser-Franz-Ring im Süden und einer Treppenanlage im Norden. Von 1807 bis 1812 wurde die Lang’sche Parkanlage mit Ignaz Freiherr von Lang zwischen dem Kalvarienberg und dem Stadtpark durch den Gärtner Stribel, der Park ging 1824 an Erzherzog Anton und 1837 an die Gemeinde. 1853 erfolgte ein Ankauf eines Grundstückes im Osten des Parks durch die Gemeinde und die Errichtung der ehemaligen und 1901 geschleiften Dampf-, Douche- und Wannenbades sowie die Errichtung einer Freitreppe am Ende der Hauptallee an der Stelle des Äskulaptempels, welcher verlegt und 1962 in Mozarttempel umbenannt wurde. 1841 erfolgte die Errichtung der ersten Sommerarena als offener Holzbau, welche 1906 mit einem Neubau von R. Krausz ersetzt wurde. 1885/1886 wurde das ehemalige Kurhaus im Südwesten des Kurparkes erbaut. Von 1874 bis 1896 wurde der Kalvarienberg durch den Stadtgärtner Josef Schaffhausen aufgeforstet, ein Wegenetz angelegt und die Lang’sche Parkanlage integriert, sowie 1880 der Park im Süden durch repräsentative Schmiedeeisengitter und drei Toren der Eisenwerke Teschen abgeschlossen. Mit dem Stadtgärtner Josef Krupka wurde von 1896 bis 1932 nach den Entwürfen von Josef Schaffhausen vollendet und in die heutige Form gebracht, mit einer Parkanlage östlich der Freitreppe, die weitere Ausgestaltung des Kalvarienberges und des oberen Parks bis zum Rudolfshof sowie die Anlage sämtlicher Wege.

## Bauten im Kurpark
- Congress-Casino
- Sommerarena
- Stadtgärtnerei
- Rudolfshof

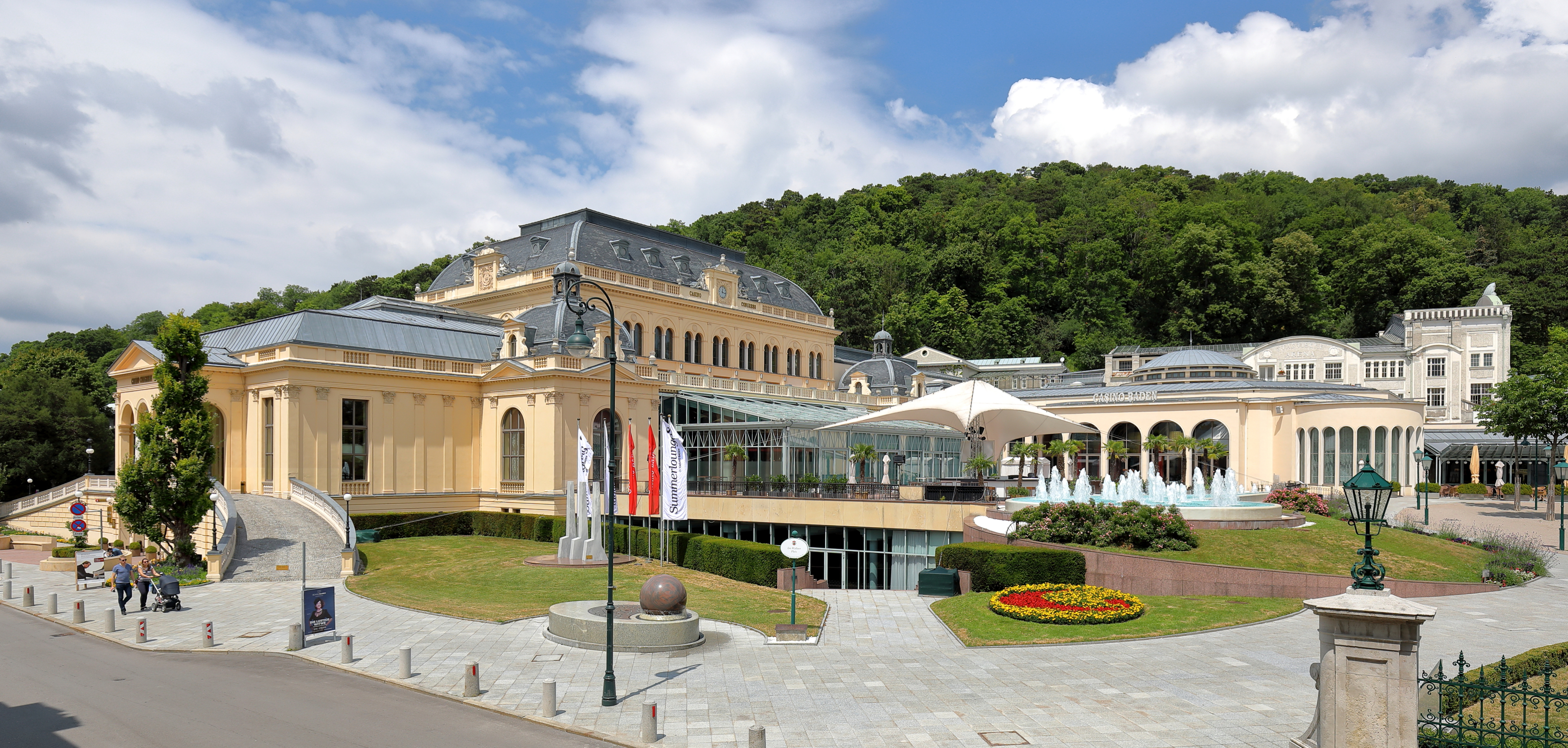
Casino
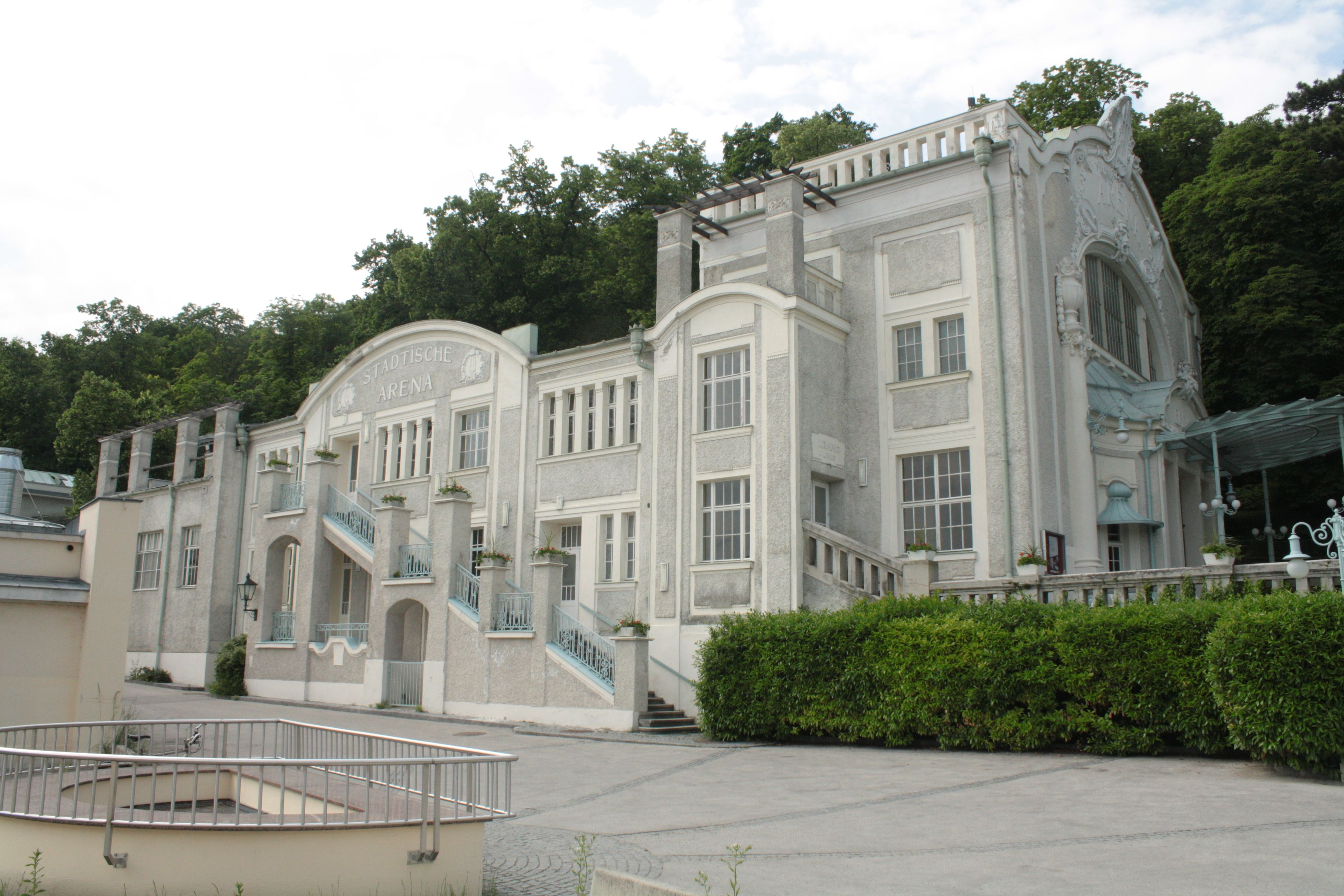
Sommerarena
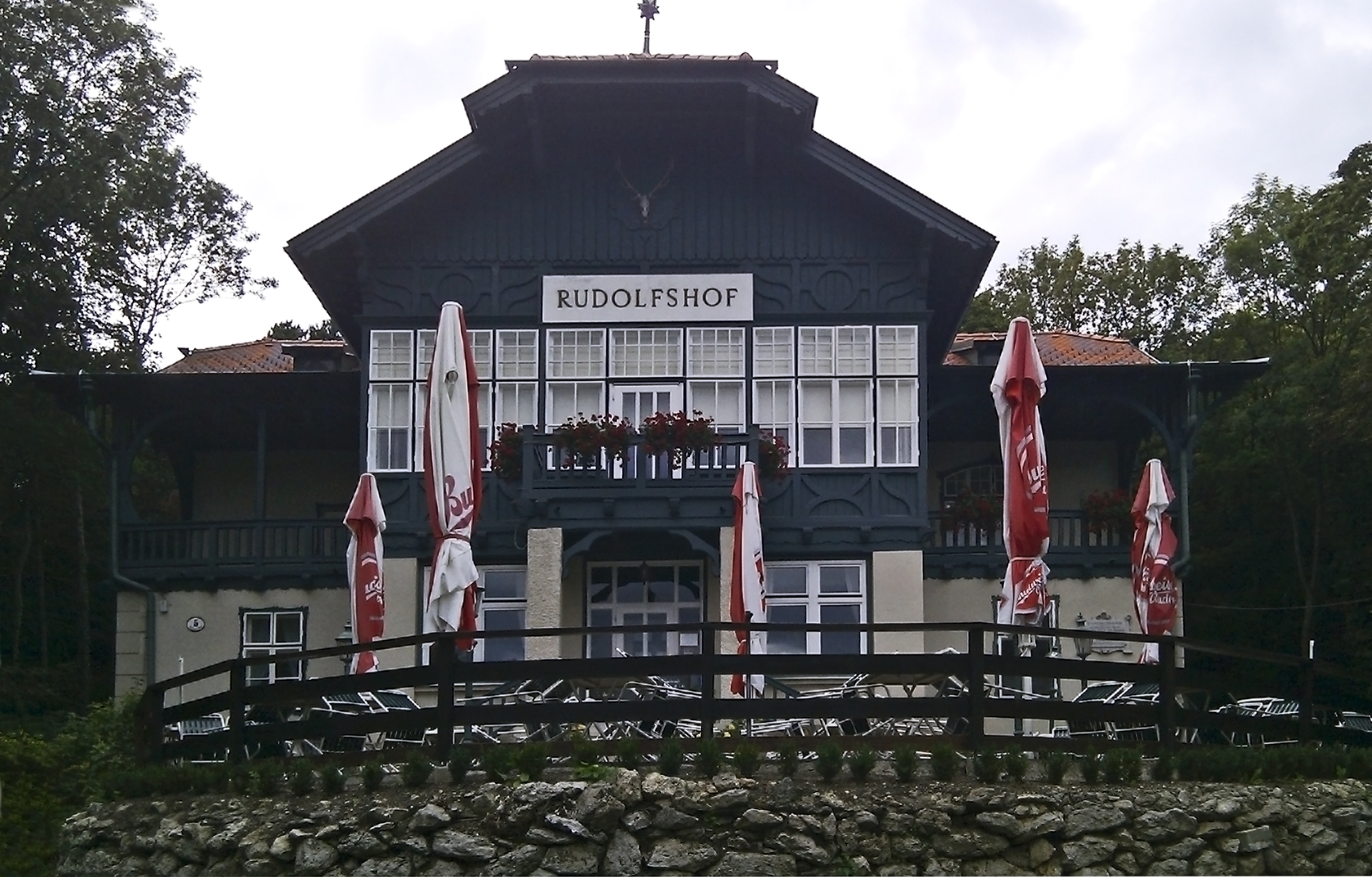
Rudolfshof

## Kleindenkmäler im Kurpark
Südlicher Parkteil
- Musikpavillon
- Strassernbrunnen, Undinebrunnen (wobei Undine die Gesichtszüge von Mercédès Jellinek trägt), Wetterstation, Reiterstandbild Nackter Reiter, Denkmal Kaiser Joseph II., Holzpavillon Café, Statue Nackte Frau an Steinpfeiler gelehnt, Blumenuhr, Denkmal Franz Grillparzer.

Westlicher Parkteil
- Kalvarienberg
- Aussichtspavillon Annahöhe, Morizruhe mit Gedenkstein, Holzpavillon Schöne Aussicht, Pavillon Raimundaussicht und Gedenkstein Ehrmann Ruhe.

Nordöstlicher Parkteil
- Denkmal Lanner-Strauß, Gedenkstein Josef Krupka (1864–1932), Beethoventempel, Jubiläumsaussicht, Mautner-Markhof-Pavillon, Denkmal Josef Schaffhausen (1868–1896).

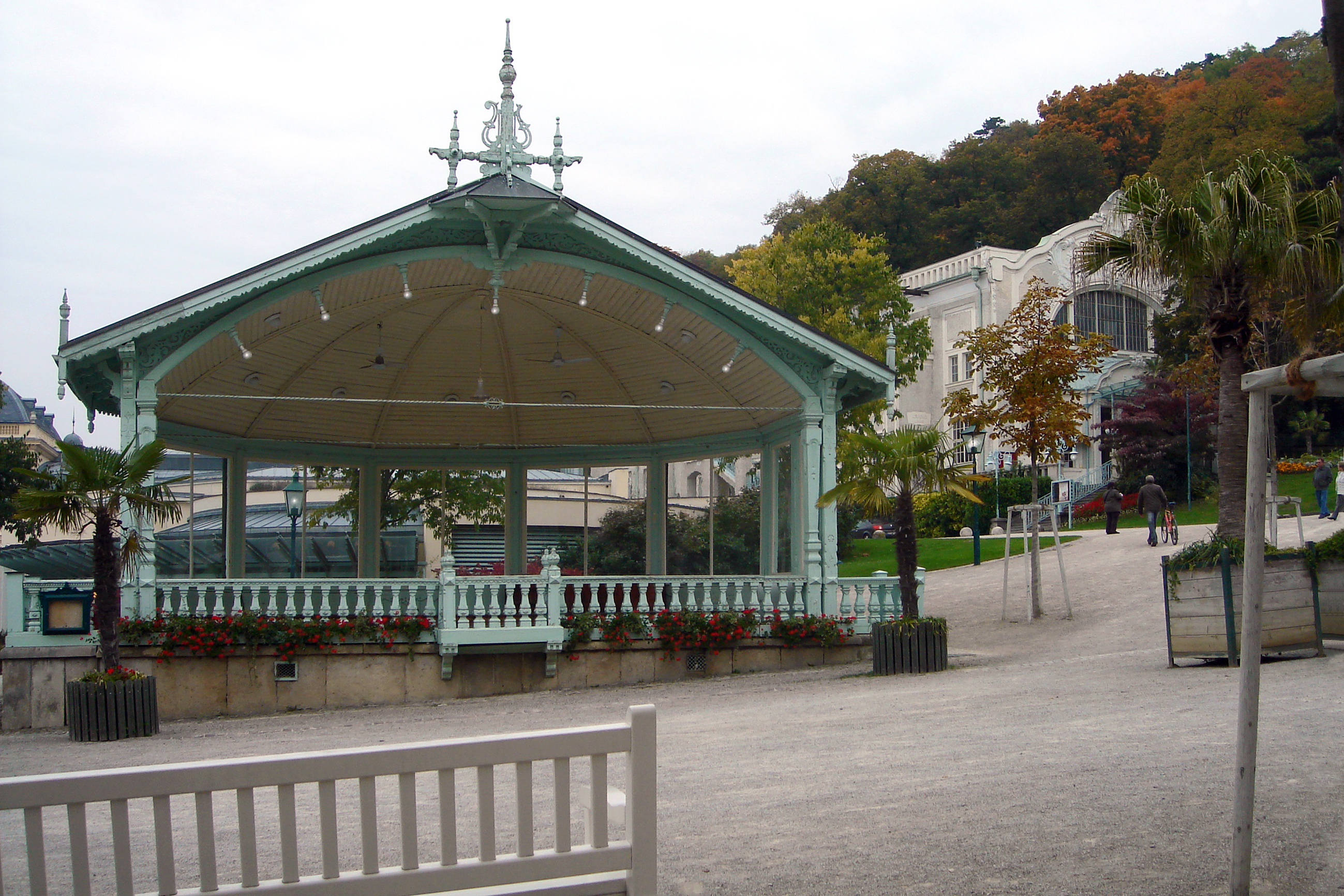
Musikpavillon
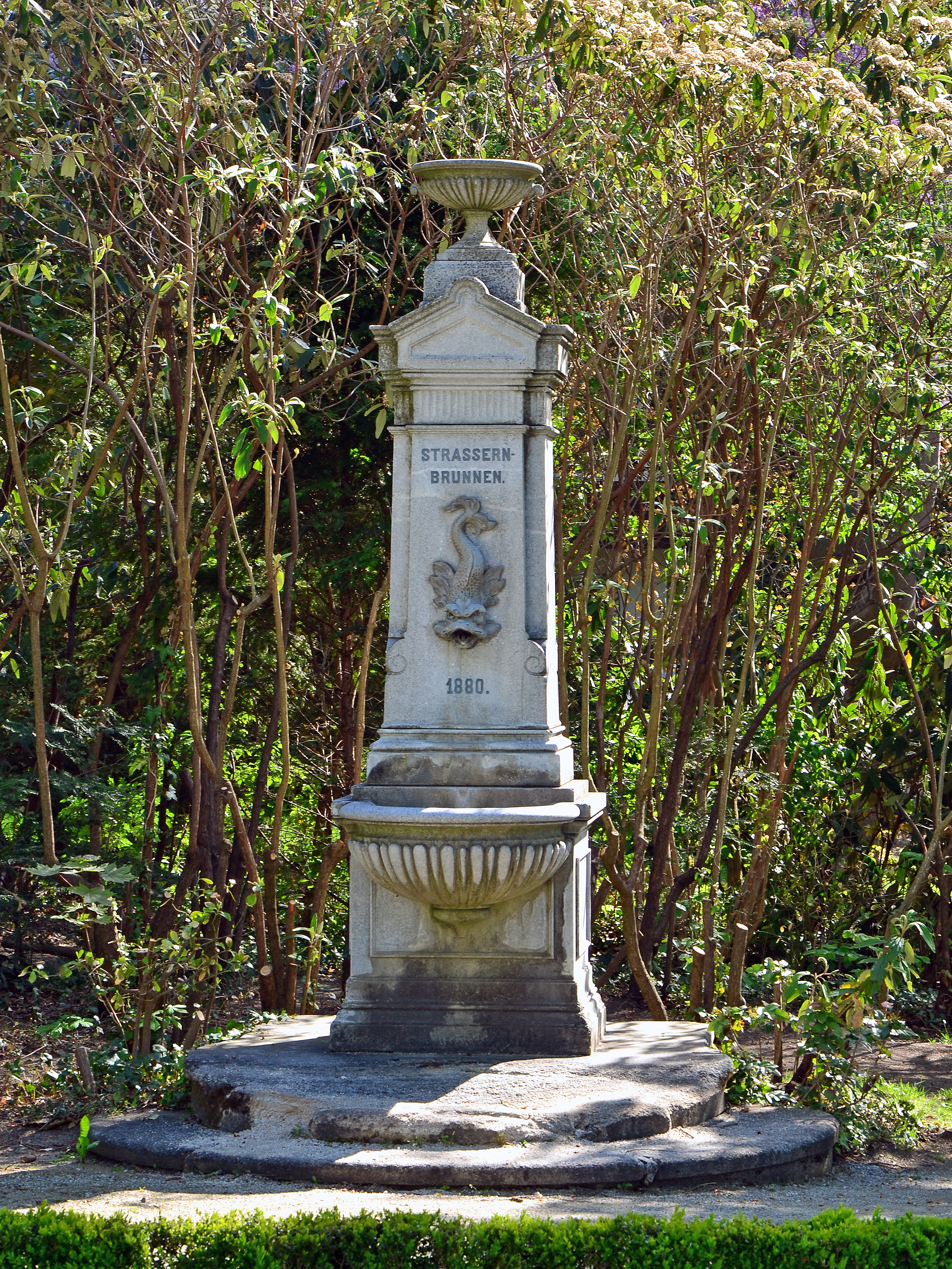
Strassernbrunnen
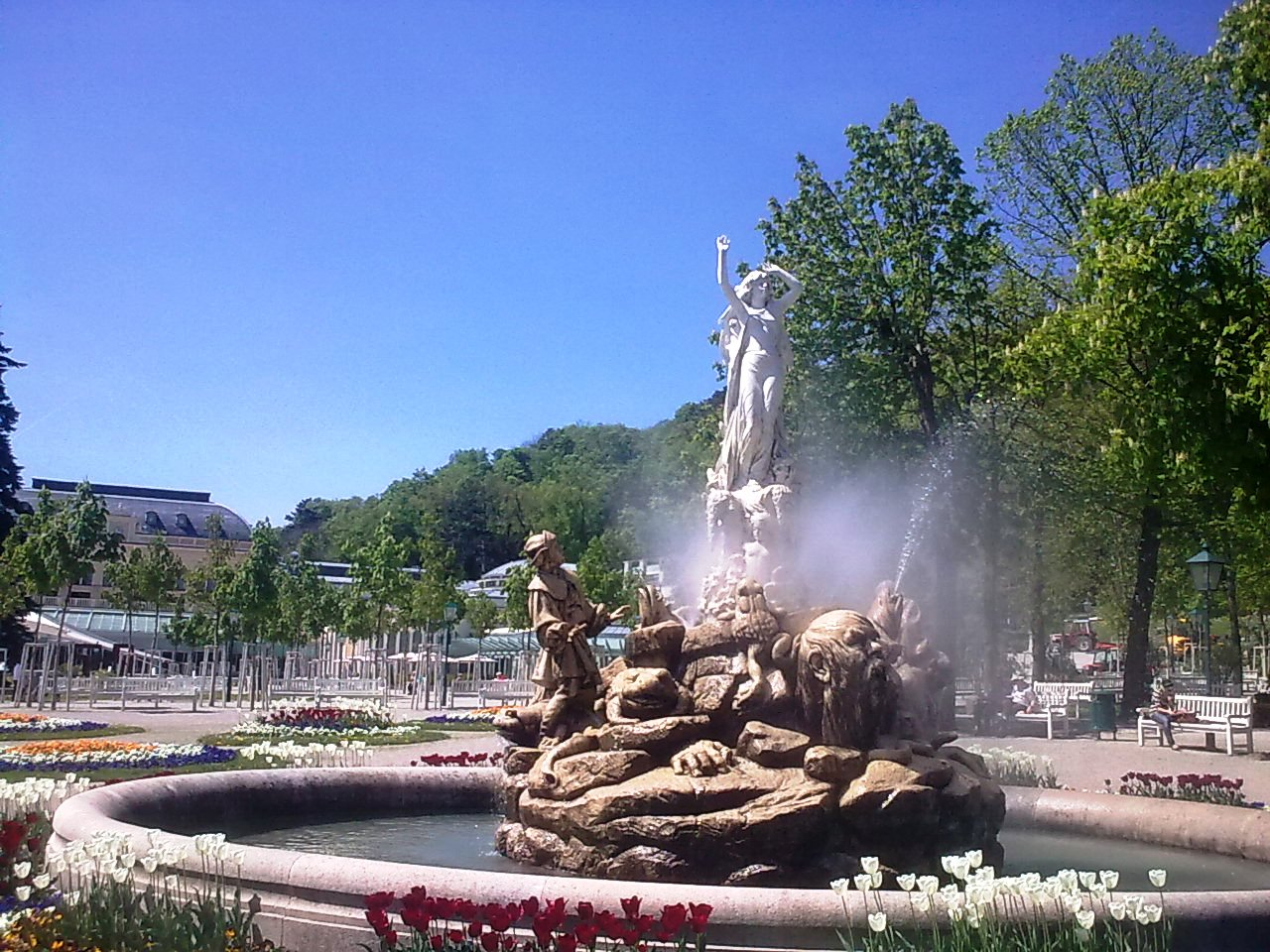
Undinebrunnen
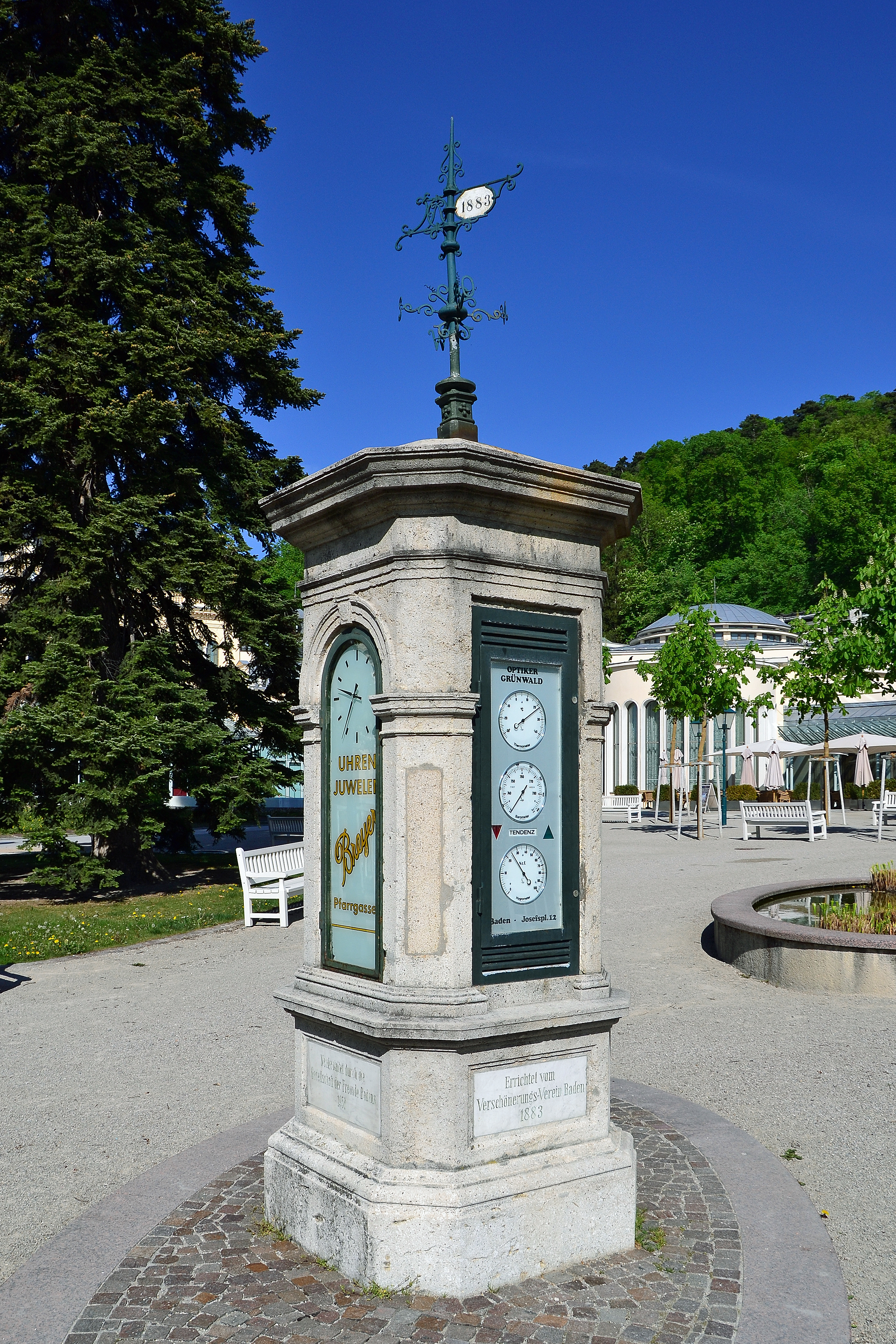
Wetterstation
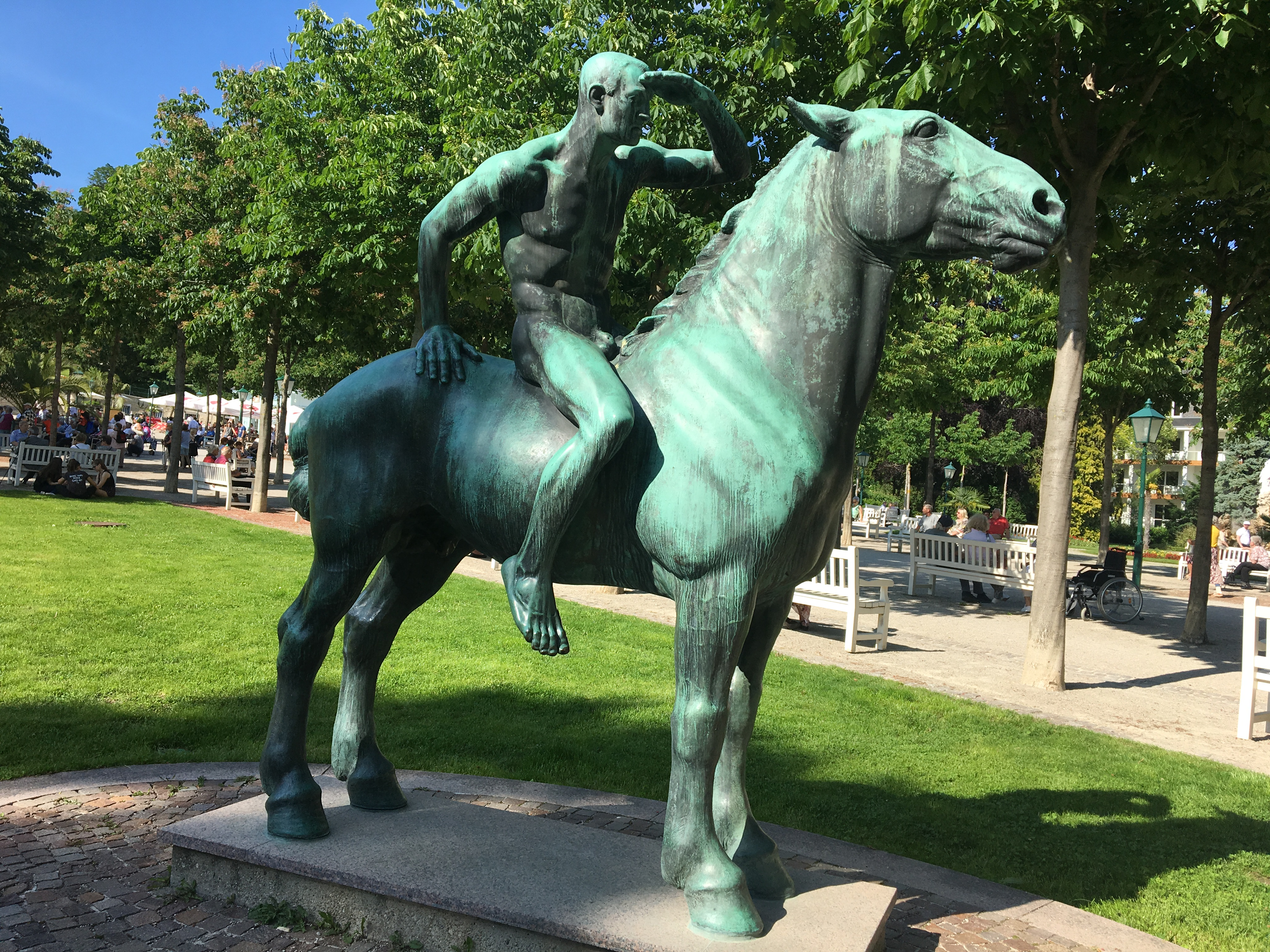
Reiterstandbild Nackter Reiter
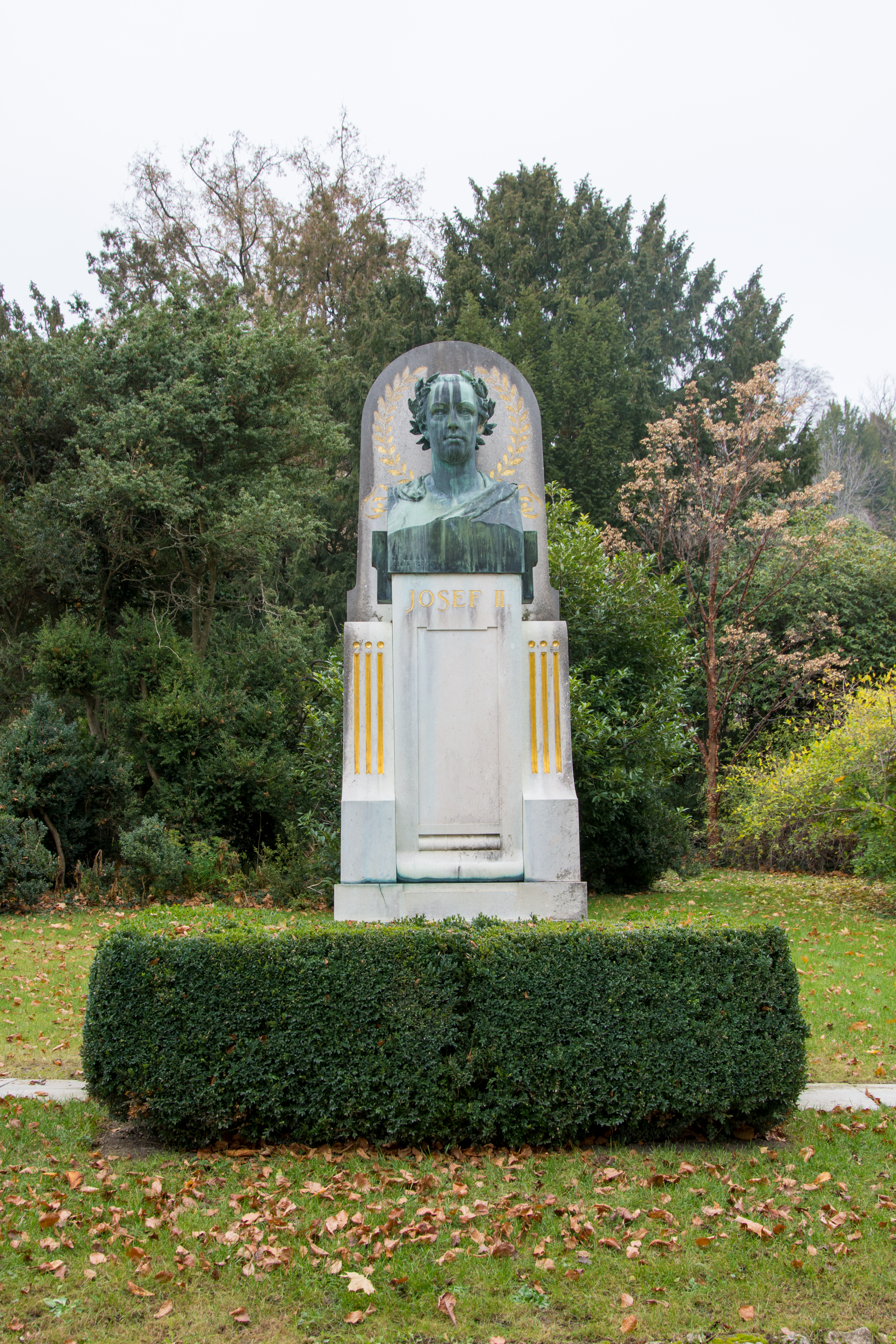
Denkmal Kaiser Joseph II.
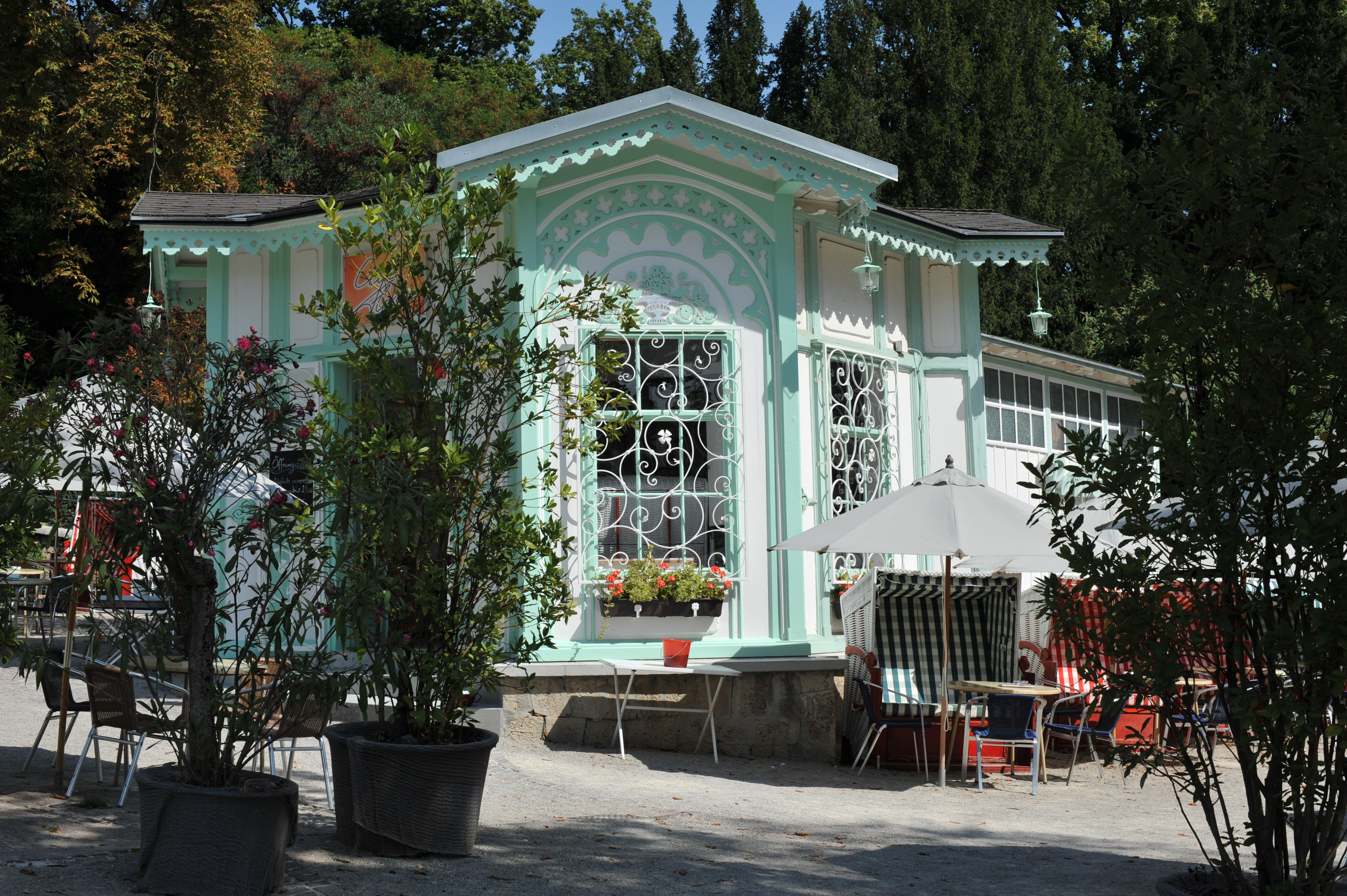
Holzpavillon Café
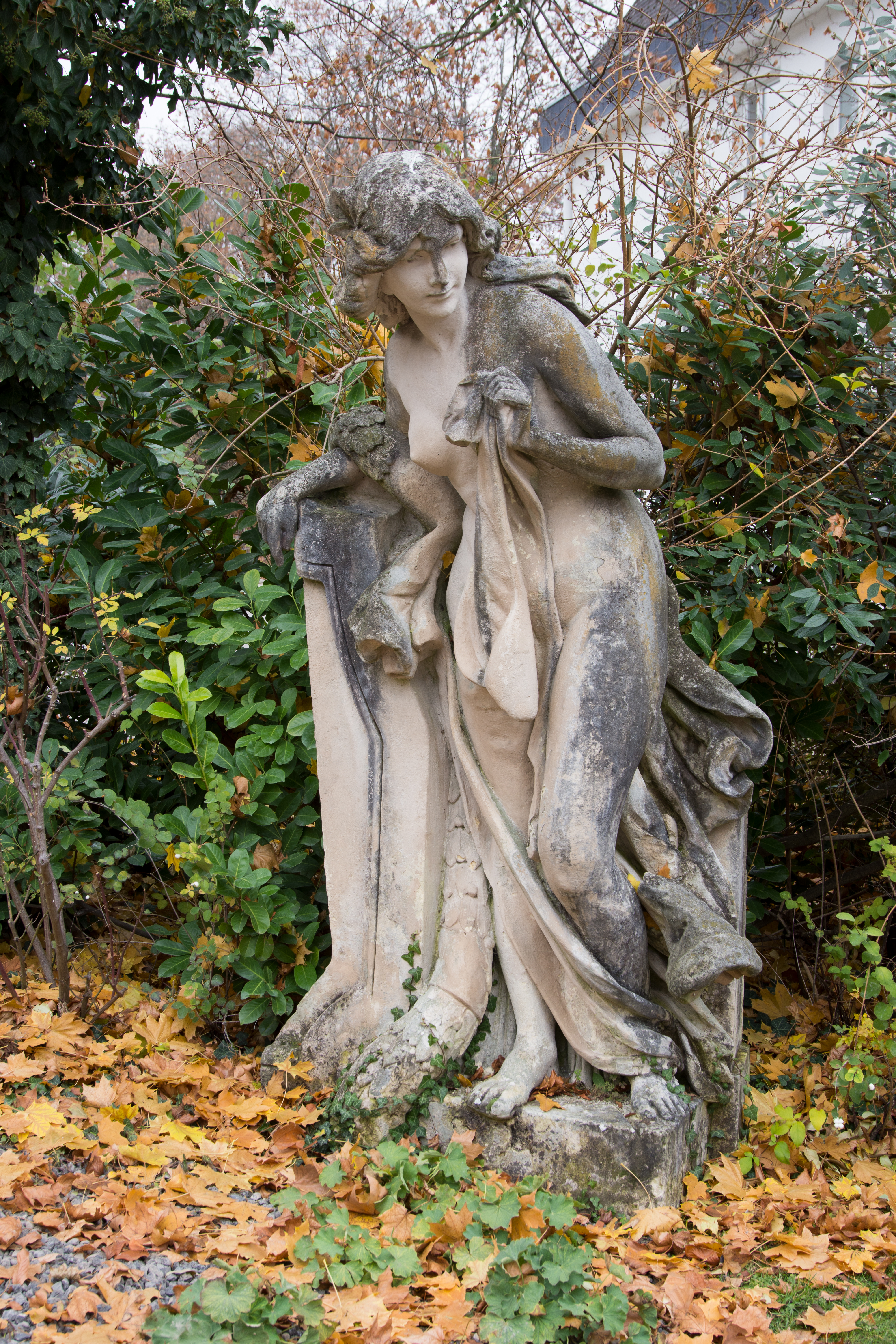
Statue Nackte Frau an Steinpfeiler gelehnt
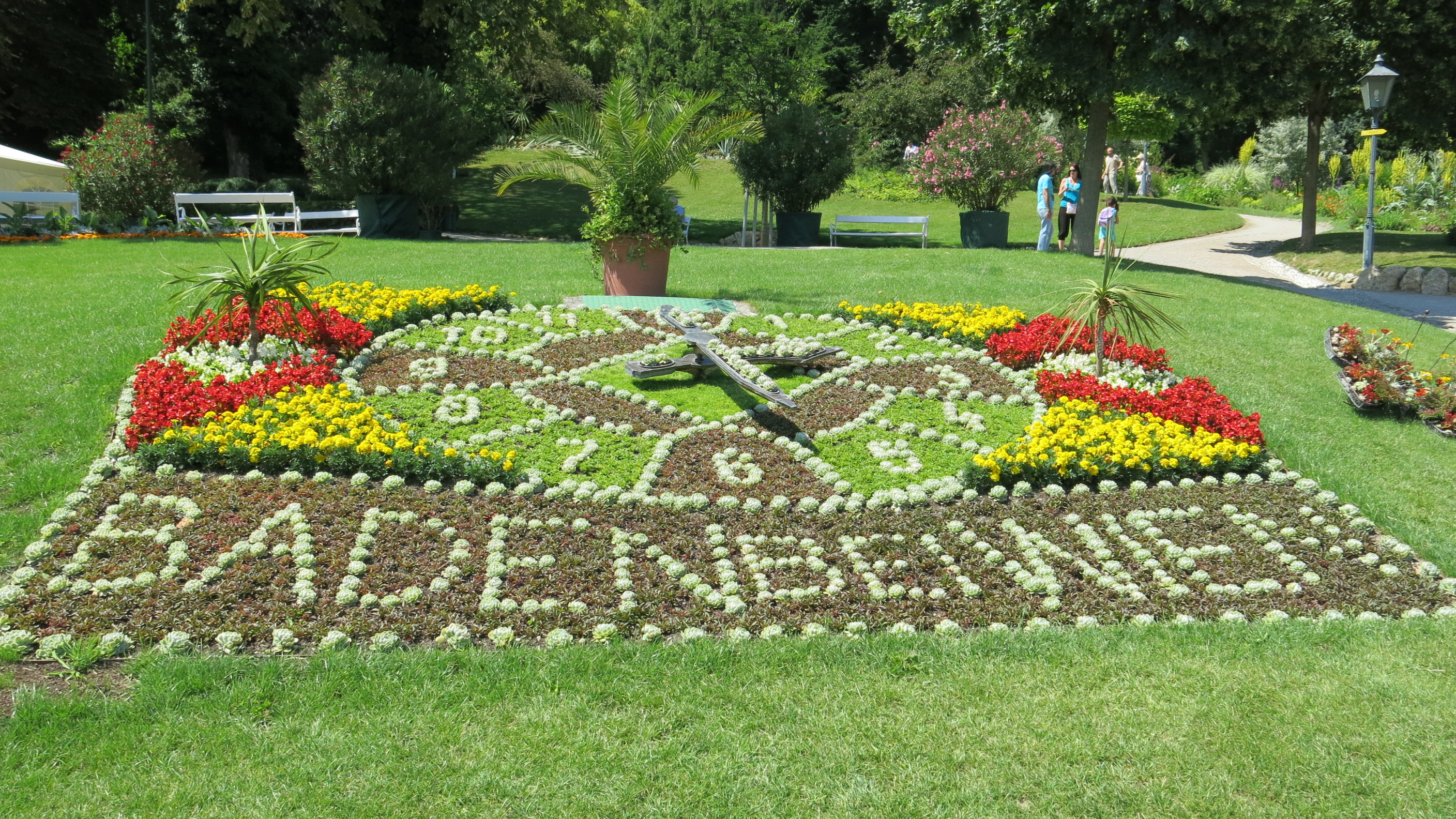
Blumenuhr
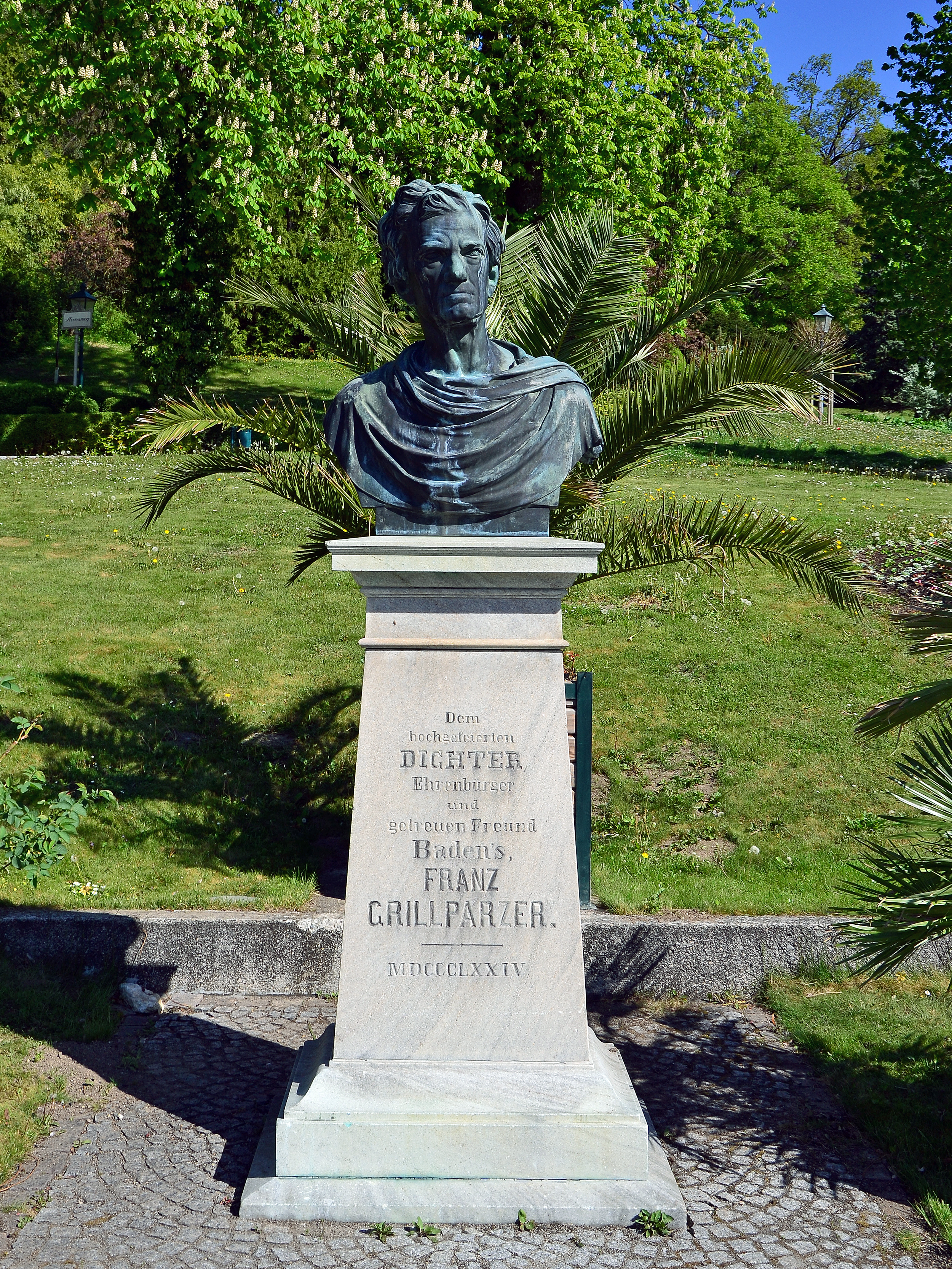
Denkmal Franz Grillparzer
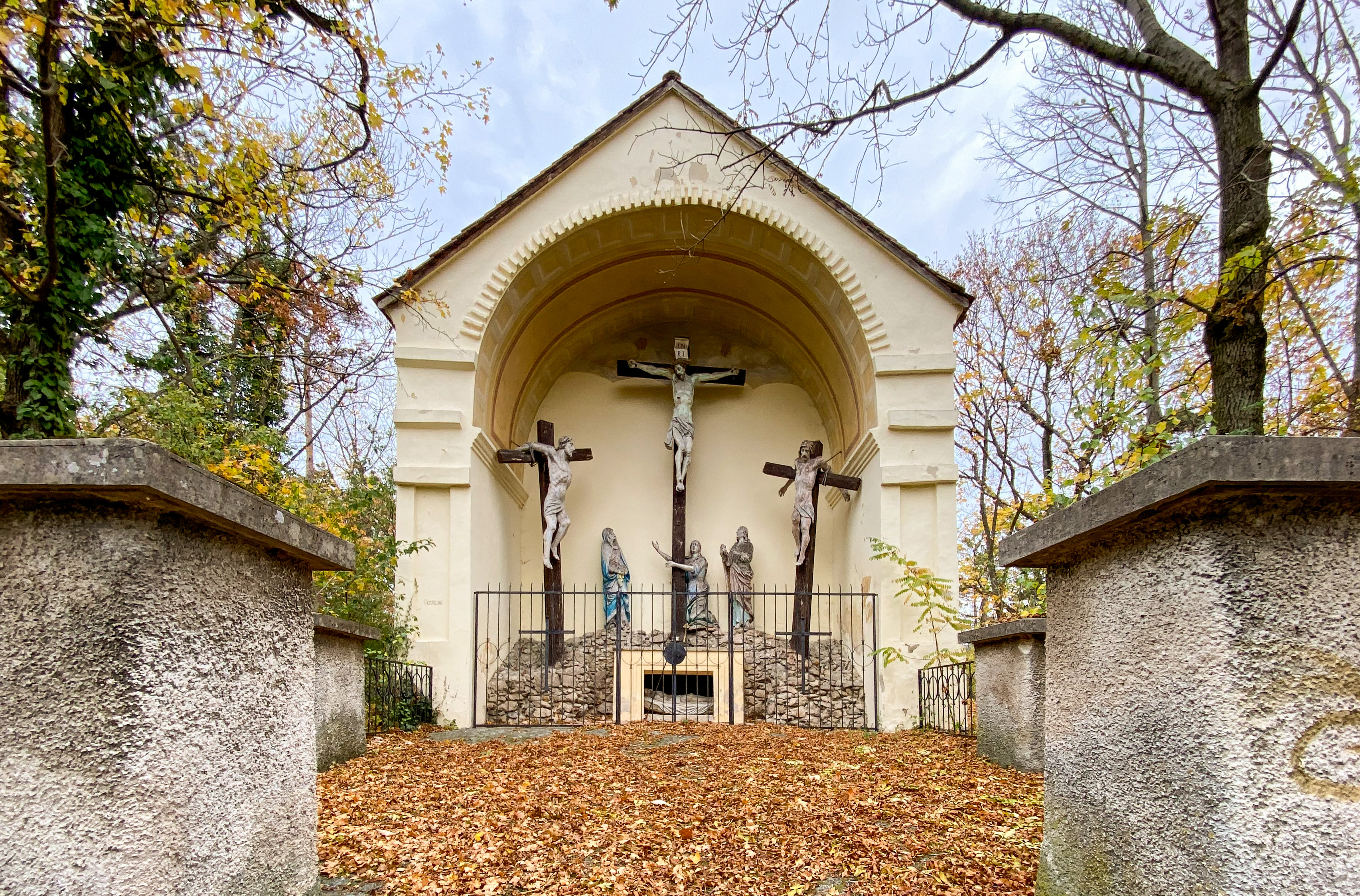
Kalvarienberg
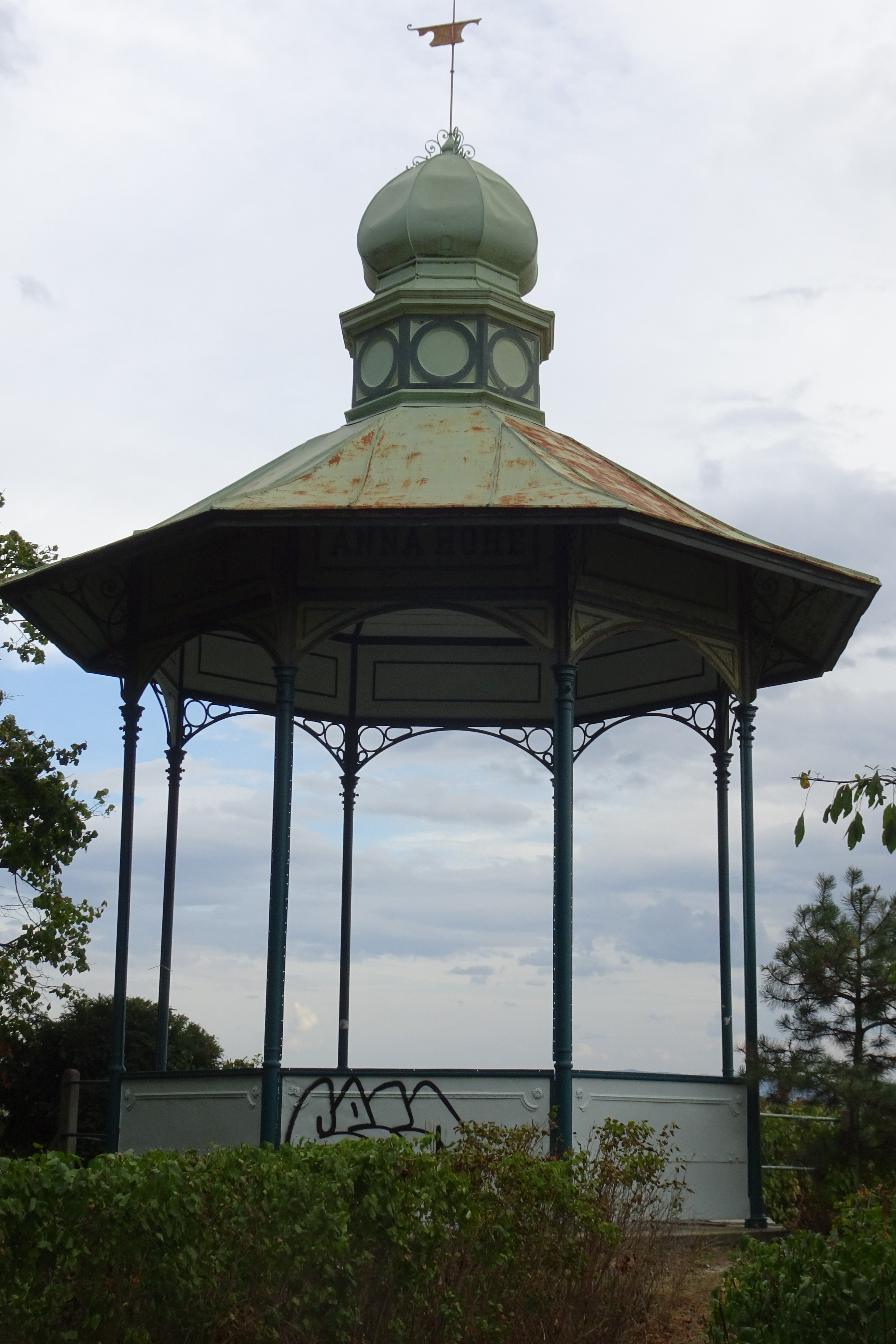
Aussichtspavillon Annahöhe
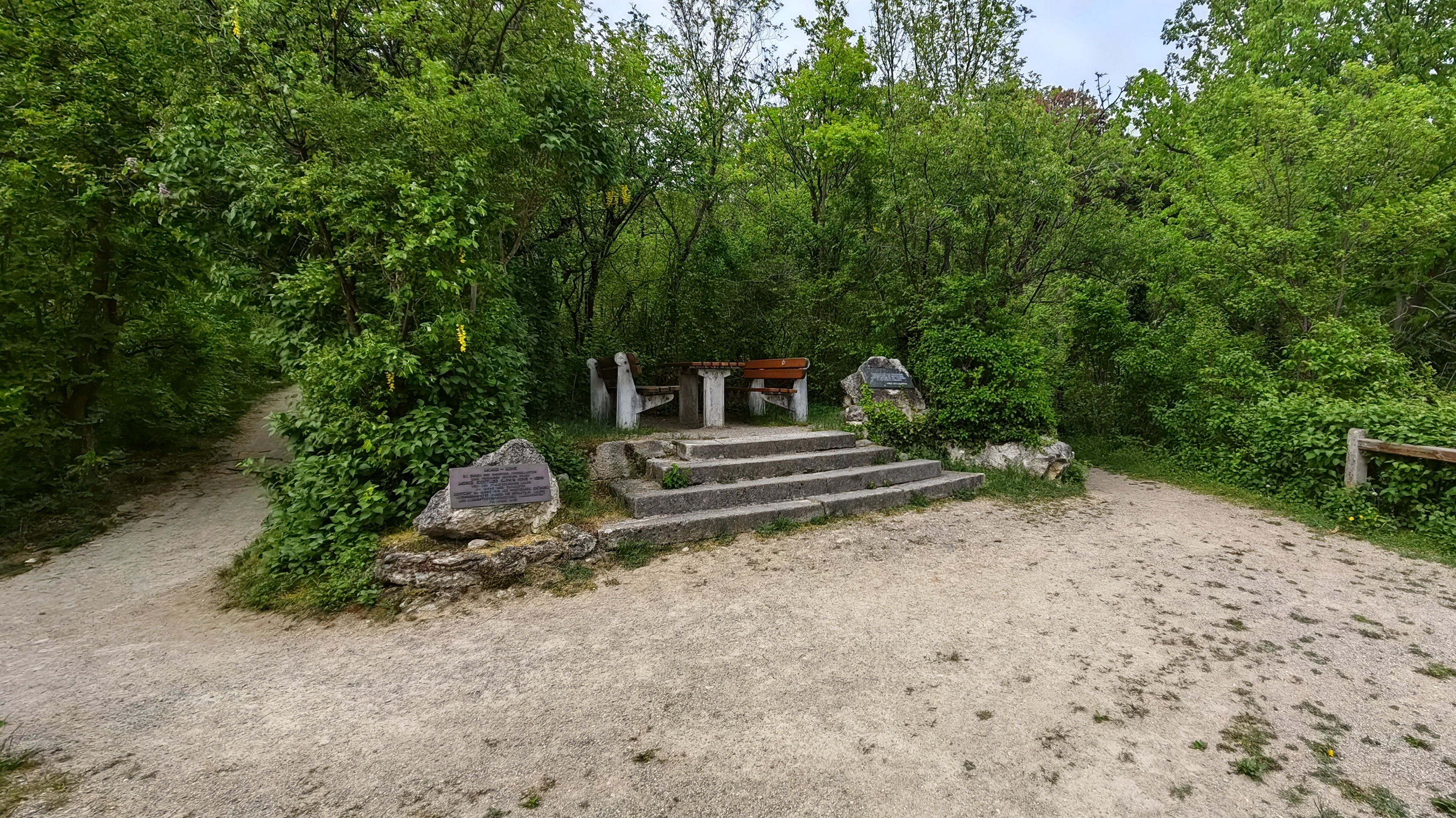
Morizruhe mit Gedenkstein
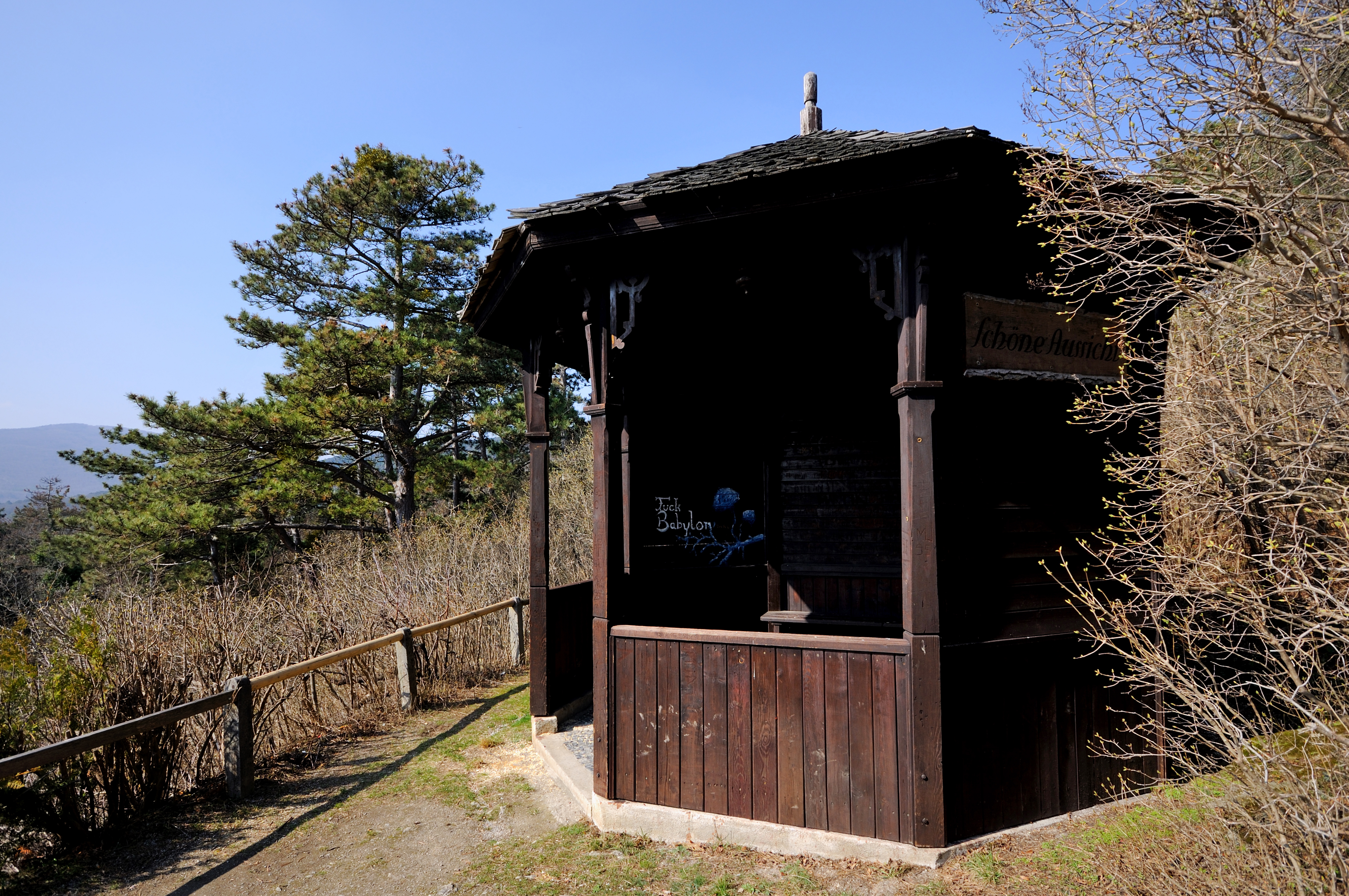
Holzpavillon Schöne Aussicht
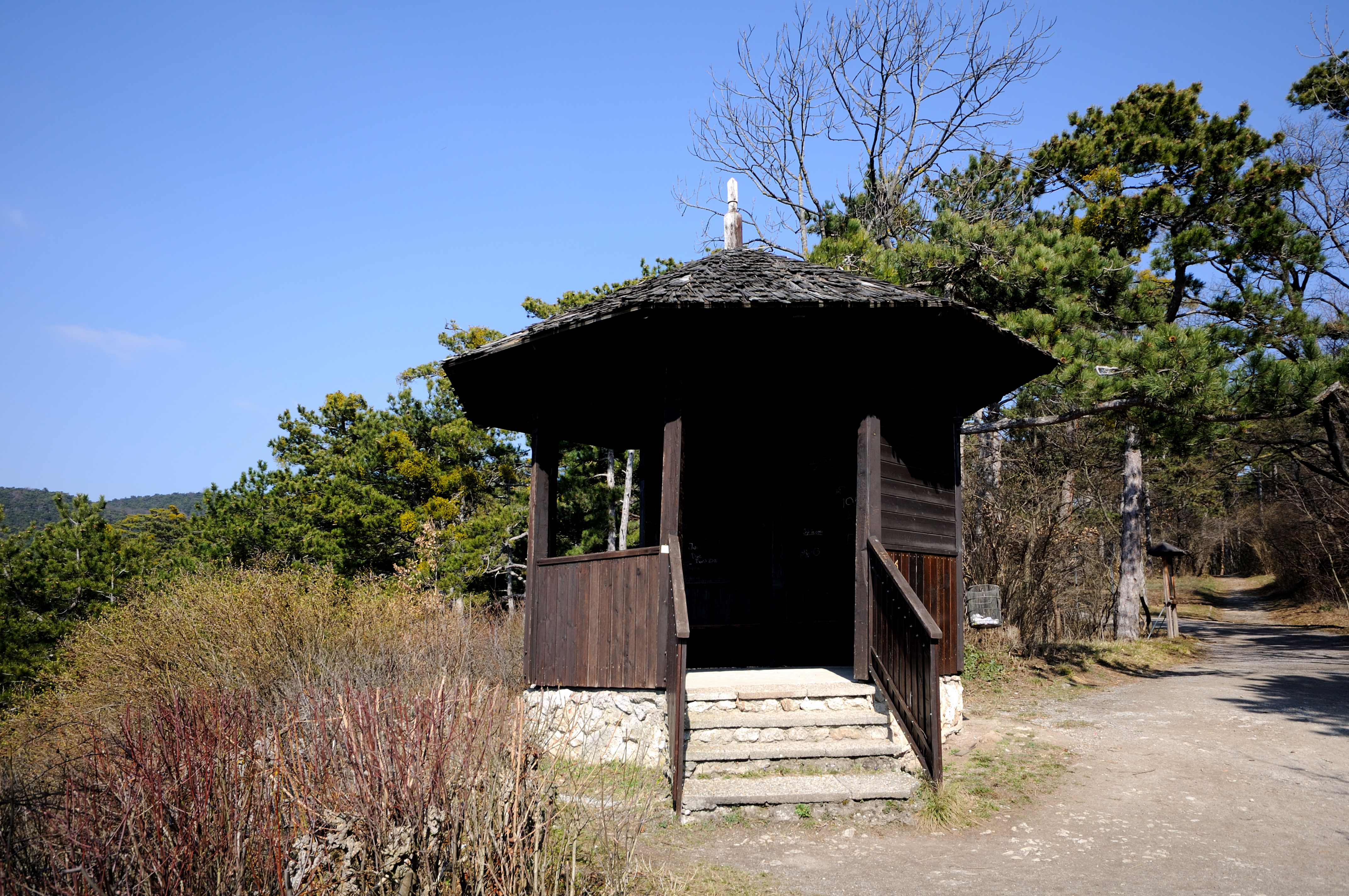
Pavillon Raimundaussicht
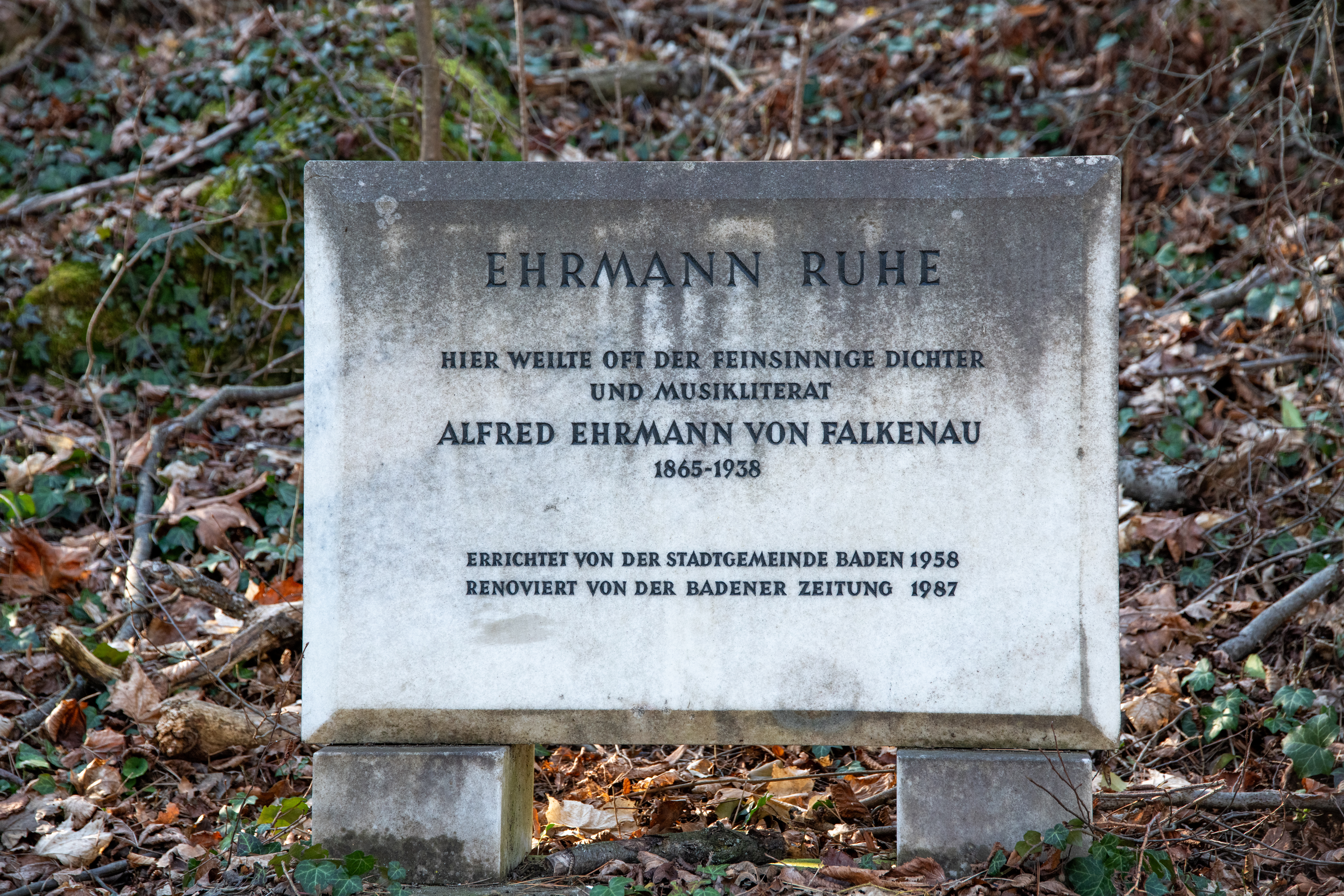
Gedenkstein Ehrmann Ruhe
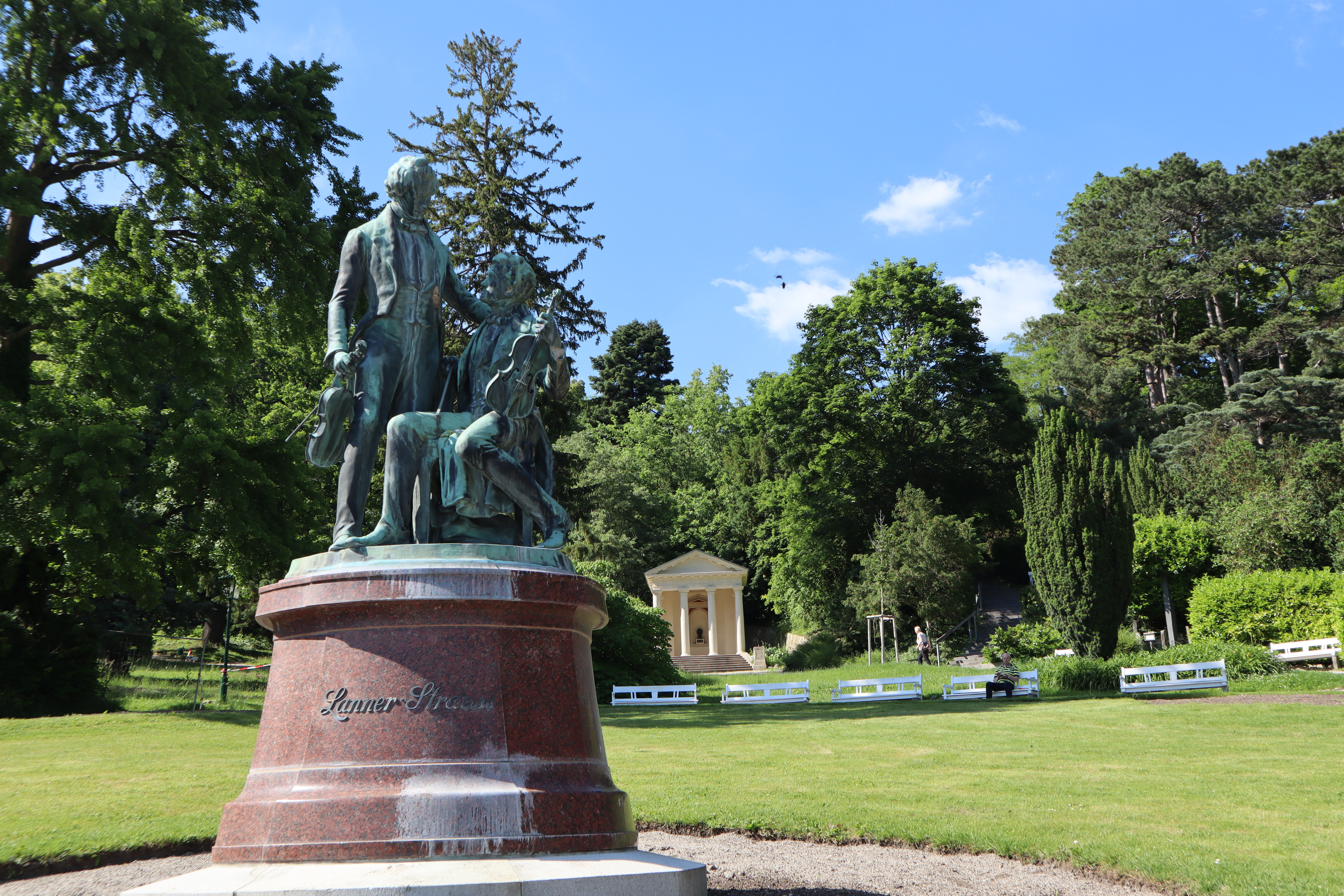
Denkmal Lanner-Strauß
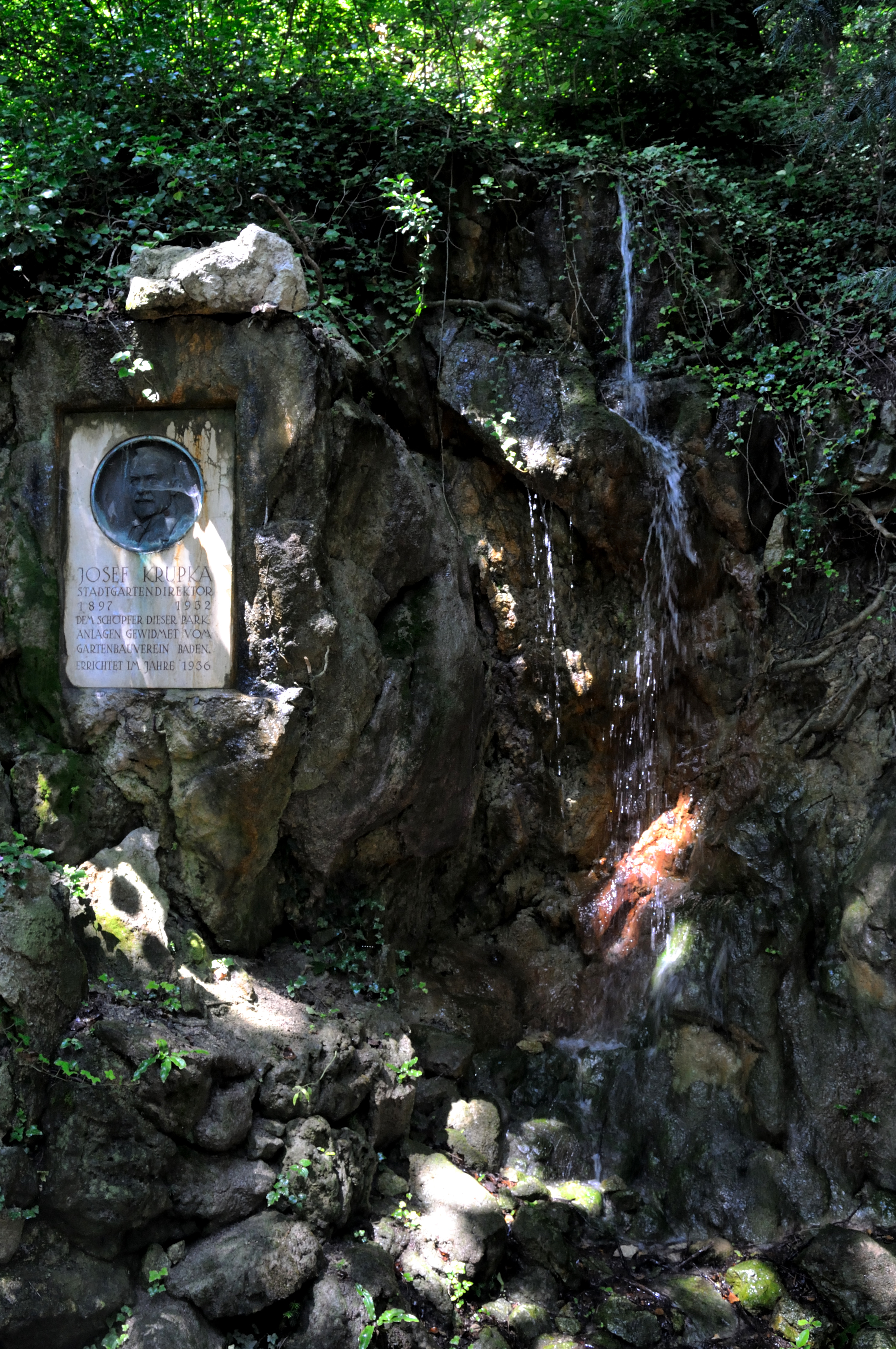
Gedenkstein Josef Krupka
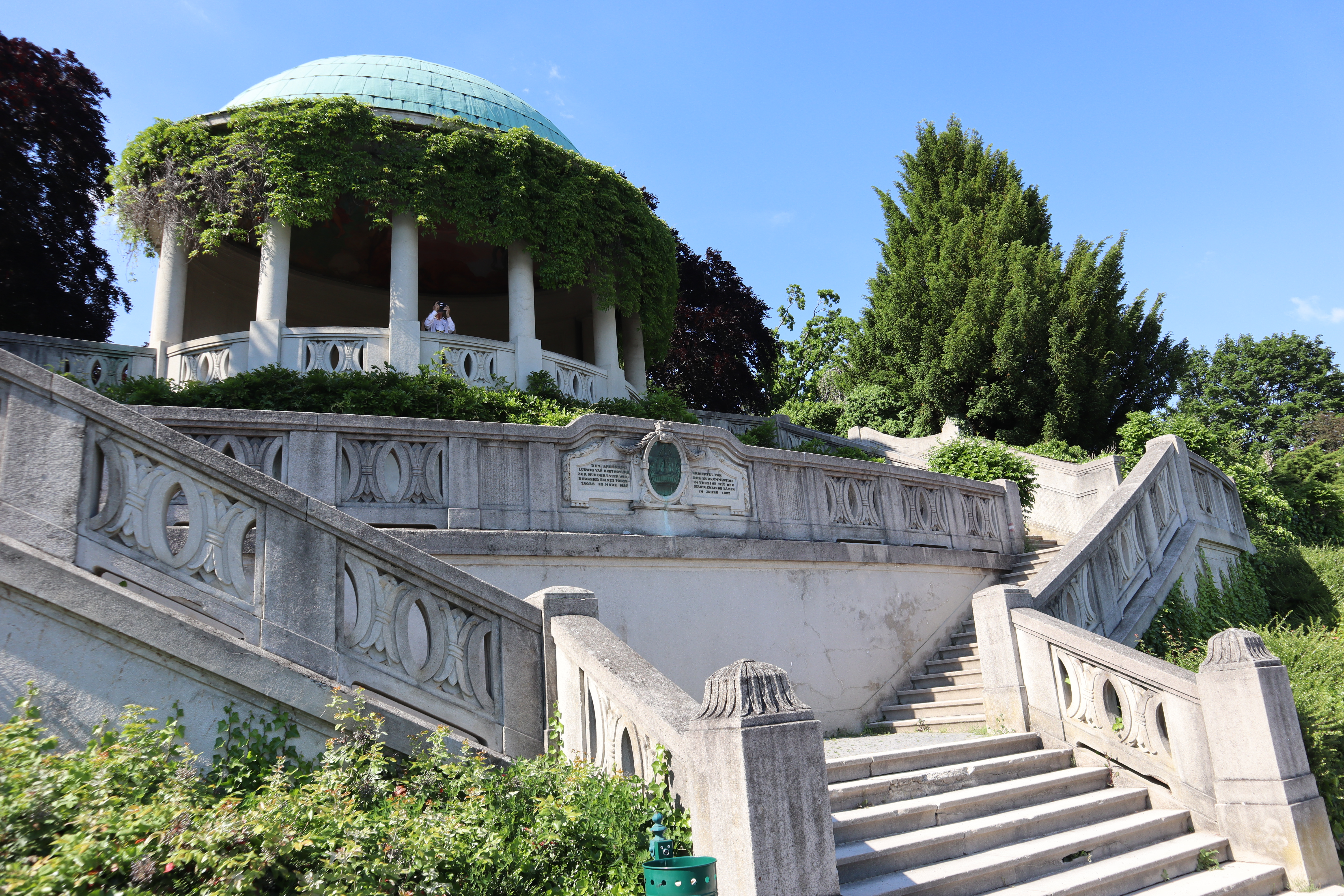
Beethoventempel
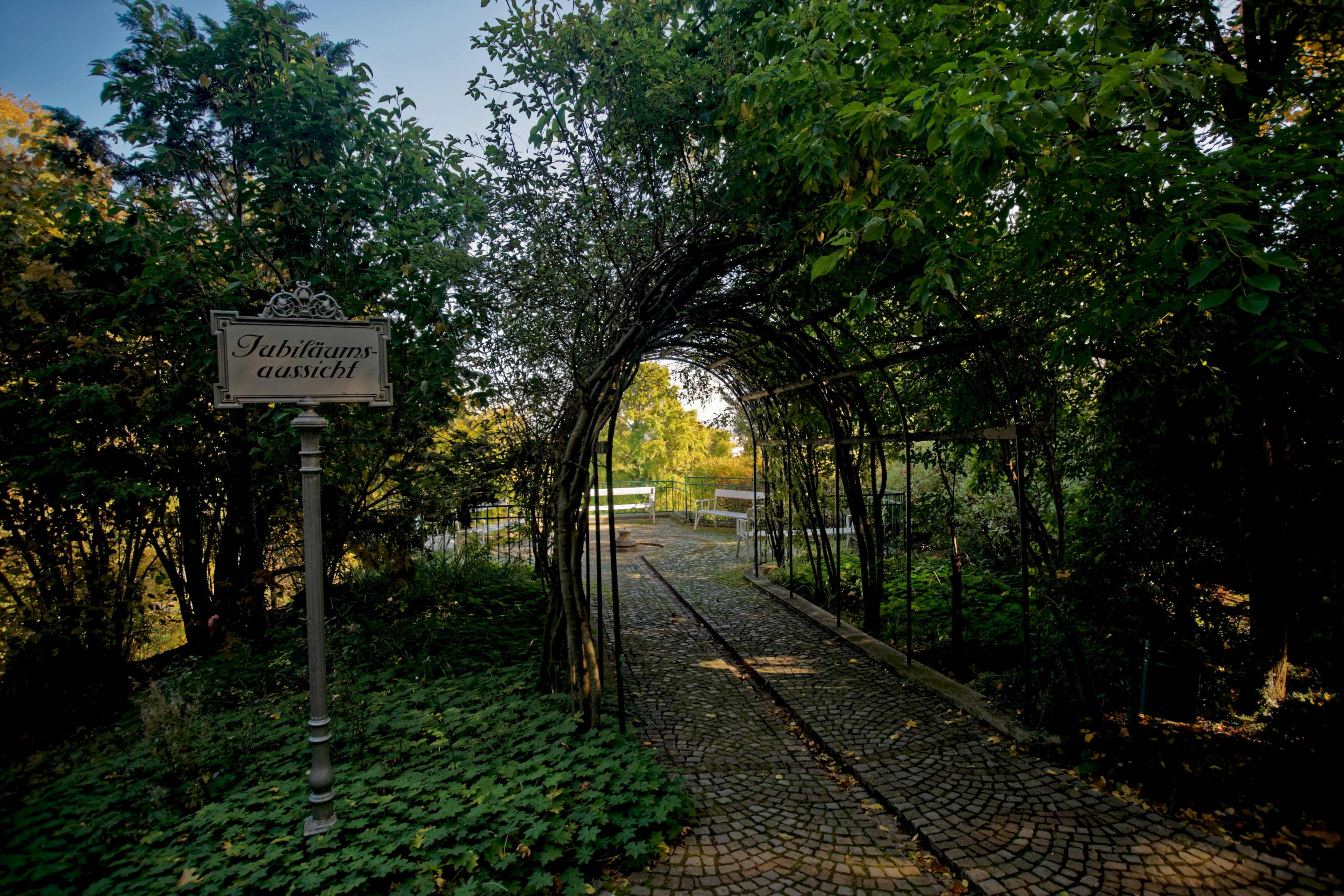
Jubiläumsaussicht
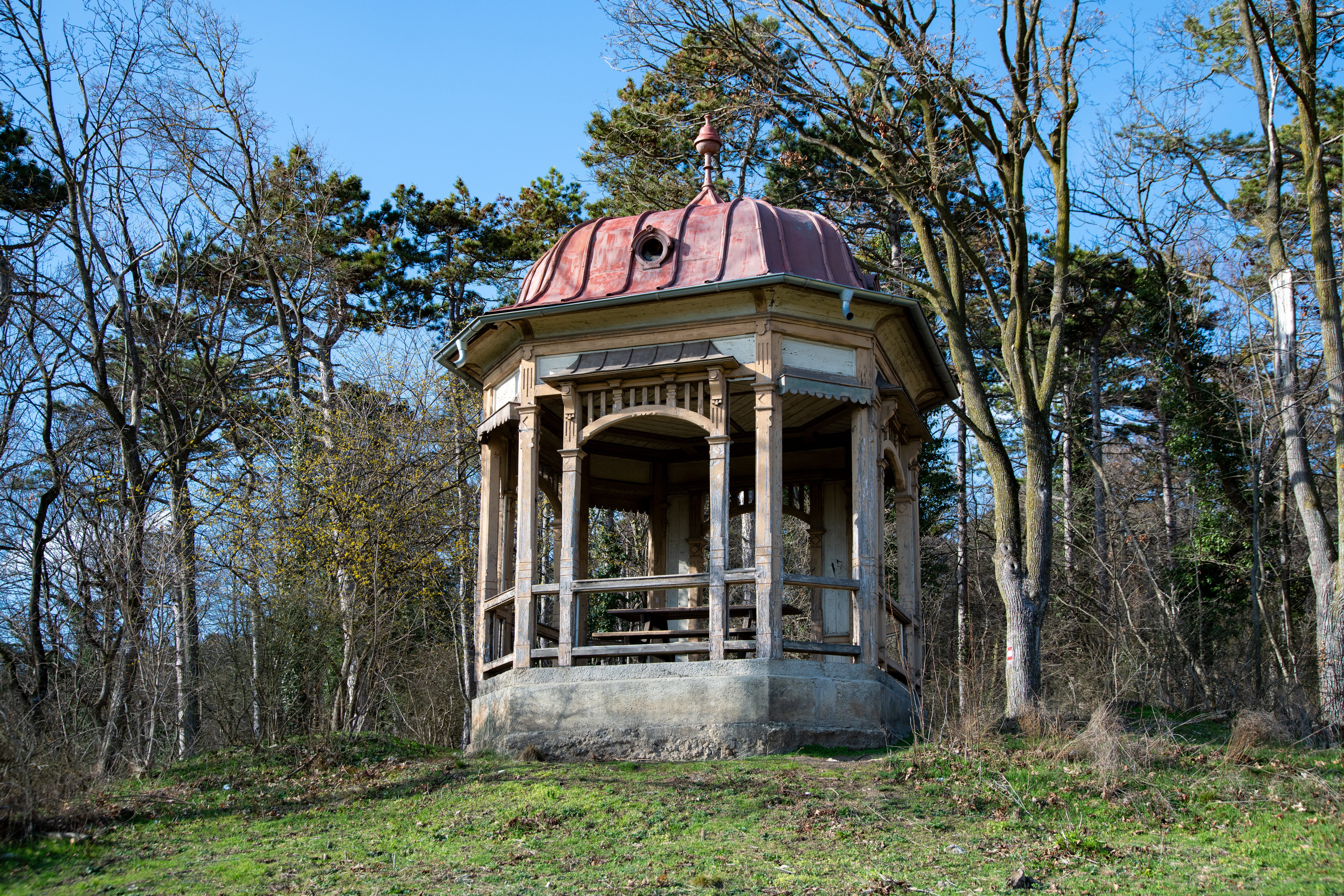
Mautner-Markhof-Pavillon
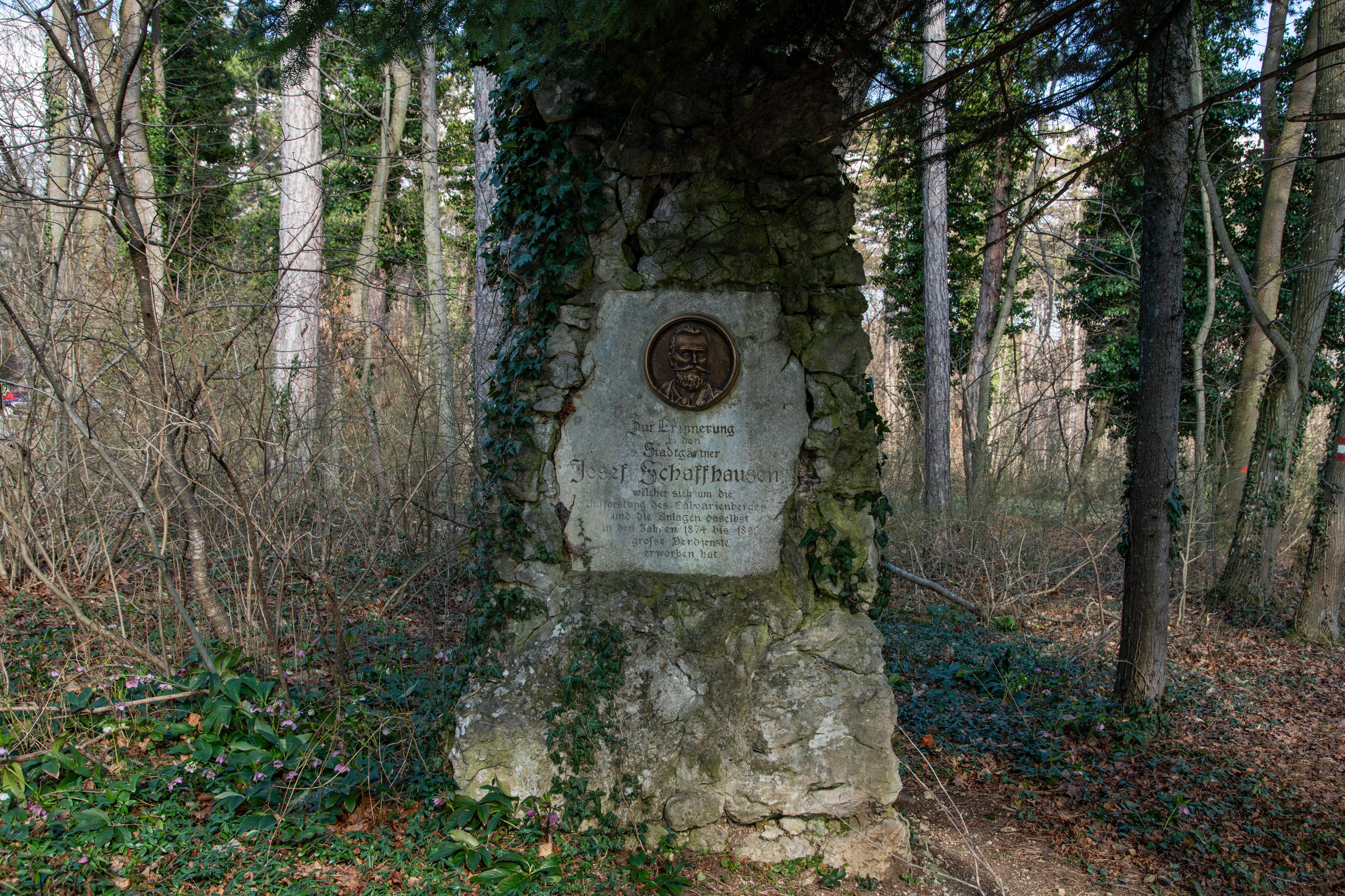
Denkmal Josef Schaffhausen
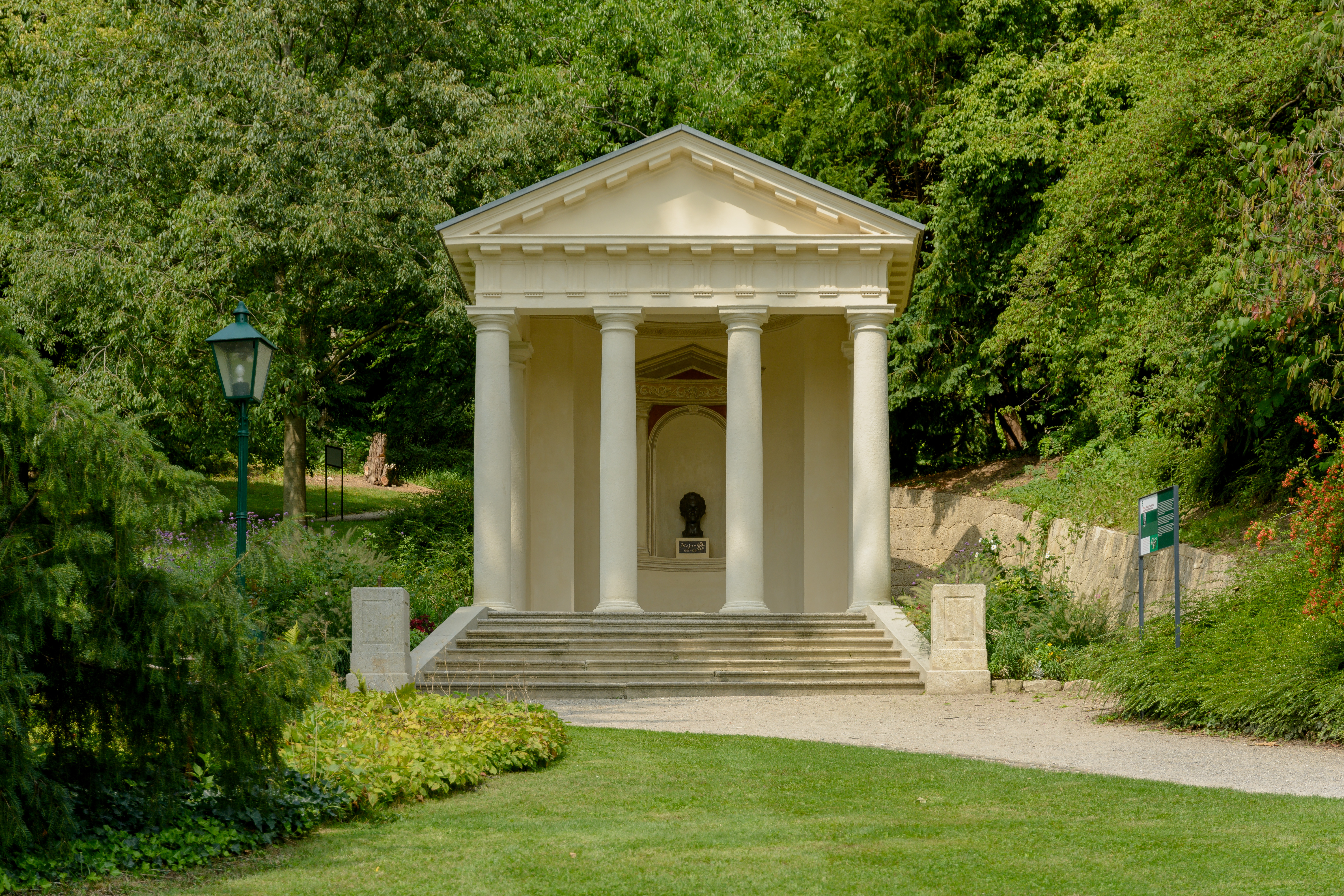
Mozarttempel